# Springfield (Ohio)
Springfield és una població dels Estats Units a l'estat d'Ohio. Segons el cens del 2007 tenia 62.417 habitants.

## Demografia
Segons el cens del 2000, Springfield tenia 65.358 habitants, 26.254 habitatges, i 16.224 famílies. La densitat de població era de 1.123 habitants/km².
Dels 26.254 habitatges en un 29,9% hi vivien nens de menys de 18 anys, en un 40,5% hi vivien parelles casades, en un 16,6% dones solteres, i en un 38,2% no eren unitats familiars. En el 32,2% dels habitatges hi vivien persones soles el 13,5% de les quals corresponia a persones de 65 anys o més que vivien soles. El nombre mitjà de persones vivint en cada habitatge era de 2,38 i el nombre mitjà de persones que vivien en cada família era de 2,99.
Per edats la població es repartia de la següent manera: un 25,6% tenia menys de 18 anys, un 11,5% entre 18 i 24, un 27% entre 25 i 44, un 20,7% de 45 a 60 i un 15,2% 65 anys o més.
L'edat mediana era de 34 anys. Per cada 100 dones de 18 o més anys hi havia 84,1 homes.
La renda mediana per habitatge era de 32.193 $ i la renda mediana per família de 39.890 $. Els homes tenien una renda mediana de 32.027 $ mentre que les dones 23.155 $. La renda per capita de la població era de 16.660 $. Cap de les famílies i el 16,9% de la població estaven per davall del llindar de pobresa.

## Poblacions més properes
El següent diagrama mostra les poblacions més properes.